# Pseudapanteles laurachinchillae
Pseudapanteles laurachinchillae (лат.) — вид наездников рода Pseudapanteles из семейства Braconidae (Ichneumonoidea). Эндемик Нового Света.

## Распространение
Центральная Америка: Коста-Рика.

## Описание
Мелкие паразитические наездники, длина тела около 2 мм. Голова коричневато-чёрная, клипеус и жвалы жёлтые. Метасома желтовато-оранжевого цвета в передней половине 1-го тергита, на латеротергитах и гипопигии. Ширина 2-го тергита у заднего края равна 3,6—3,7 его длины. Одиночные паразитоиды гусениц мелких молевидных бабочек. Вытянутые глоссы апикально раздвоенные, проподеум с продольным килем. Вид был впервые описан в 2014 году американскими энтомологами: Хосе Фернандес-Триана (Jose L. Fernandez-Triana; Canadian National Collection of Insects, Оттава, and Biodiversity Institute of Ontario, University of Guelph, Гуэлф, Канада) и Джеймсом Витфилдом (James B. Whitfield; Иллинойсский университет, Эрбана, штат Иллинойс, США).

## Этимология
Видовое название дано в честь Лауры Чинчильи (Sra. Laura Chinchilla, первая женщина-президент Коста-Рики в 2010—2014 годах) за поддержку исследования биоразнообразия Коста-Рики и программы ACG (Area de Conservación Guanacaste).

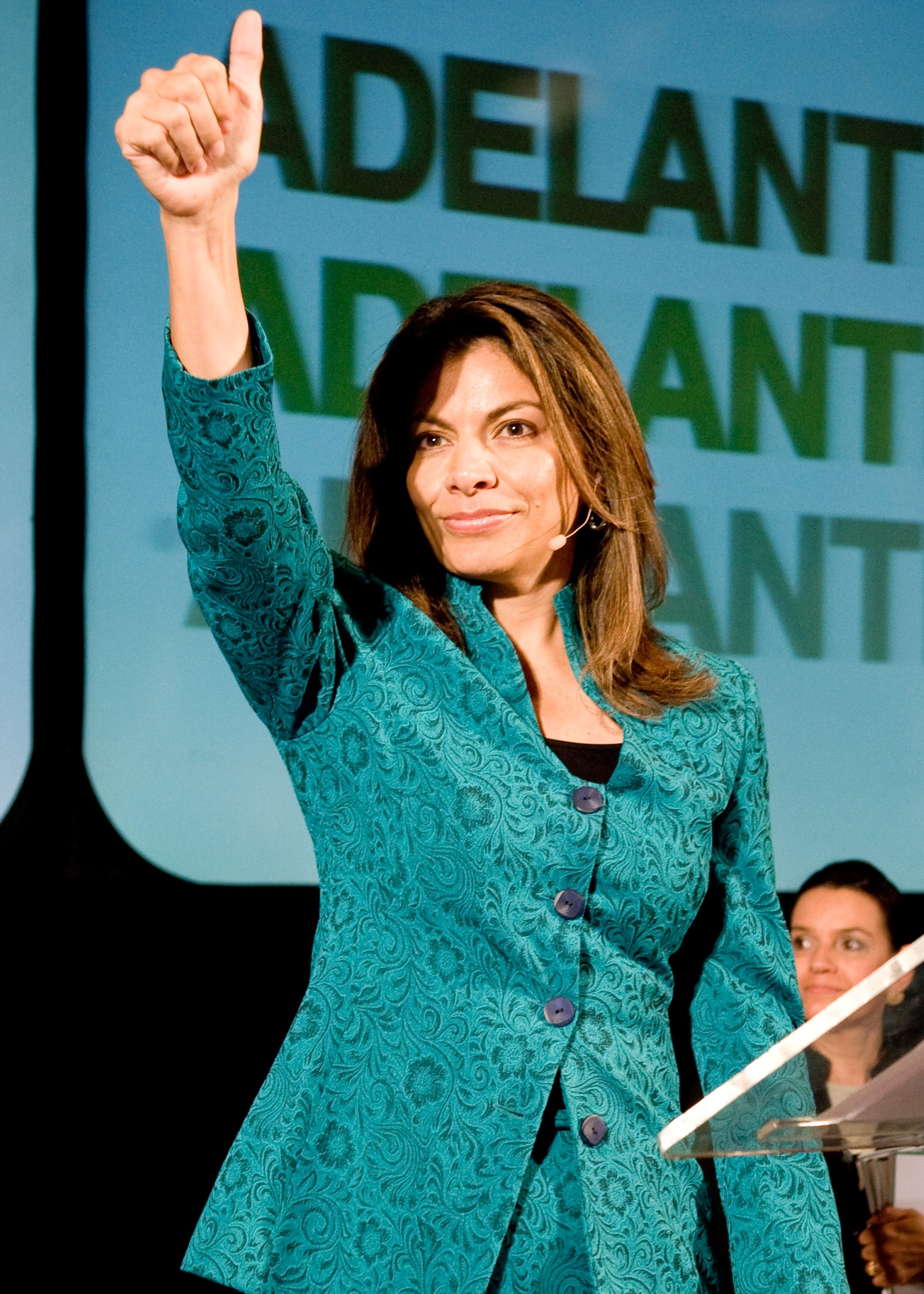
Президент Лаура Чинчилья, в честь которой назван вид